# Lot (département)
Pour les articles homonymes, voir Lot.
Le Lot (/lɔt/,) est un département du Sud-Ouest de la France, situé dans la région Occitanie, qui tire son nom de la rivière Lot. L'Insee et La Poste lui attribuent le code 46. La préfecture, la plus grande ville et le centre économique du département est Cahors.

## Histoire

Carte de la France de 1798 divisée en 98 départements. Le Lot (en bleu pâle sur la carte) a le numéro 51.

Le département du Lot est créé le 4 mars 1790 pendant la Révolution française, en application de la loi du 22 décembre 1789, à partir de la province du Quercy, faisant partie du gouvernement de Guyenne. Le territoire du département comprenait alors l'arrondissement de Montauban (cf. carte de France départementale ci-contre).

Carte du département du Lot 1790

Son chef-lieu et préfecture est Cahors, dont la population s'élève à 19 902 habitants en 2022.
L'arrondissement de Montauban est transféré au département de Tarn-et-Garonne, lors de sa création en 1808, amputant le département du Lot d'environ un quart de sa superficie ; la ville de Montauban, de 26 160 habitants en 1793, devient le chef-lieu du nouveau département.
Le 30 juillet 1949, Cahors, chef-lieu du département du Lot, est la première à se déclarer ville citoyenne du monde : Cahors Mundi. Le 30 septembre 1949, le Conseil Général du Lot invite les municipalités du Lot « à examiner l’extension du geste de Cahors au département tout entier ». Le 15 février 1950, 239 communes du Lot avaient voté le texte de la Charte de mondialisation,.
Au 1er janvier 2016 la région Midi-Pyrénées, à laquelle appartenait le département, fusionne avec la région Languedoc-Roussillon pour devenir la nouvelle région administrative Occitanie.

## Emblèmes

### Proposition de blason
| Blason | Blasonnement : « De gueules au pont de six arches d'argent, maçonné de sable, posé sur des ondes d'azur mouvant de la pointe, sommé de cinq tourelles aussi d'argent, maçonnées de sable, ouvertes du champ, surmontées de cinq fleurs de lys d'or. » |

Armoiries du Quercy et de Cahors proposées par Robert Louis comme armoiries départementales.

## Géographie

### Situation
Le département du Lot fait partie de la région administrative Occitanie. Il est limitrophe des départements de la Corrèze, du Cantal, de l'Aveyron, de Tarn-et-Garonne, de Lot-et-Garonne et de la Dordogne.

### Régions naturelles
Sept régions naturelles caractérisent un ensemble de paysages pittoresques et contrastés, traversés d’est en ouest par deux voies d’eau, la Dordogne au nord, le Lot au sud :
- le Ségala lotois (au nord-est) : frange occidentale du Massif central, ses terrains siliceux et humides sur lesquels alternent forêts et prairies sont favorables à l’élevage bovin ;
- le Limargue (au centre-est) : adossé au Ségala, c’est également une zone bocagère sur sols humides à dominante argileuse ;
- les Causses (au centre) : vastes étendues calcaires, karstiques, érodées et sèches, elles occupent les deux-tiers du territoire départemental. C’est le domaine de l’élevage ovin. On trouve notamment, du nord au sud, le Causse de Martel, le Causse de Gramat et le Causse de Limogne ;
- la Bouriane (à l’ouest) : sables sidérolithiques et influence subatlantique déterminent un paysage fortement boisé où dominent pins maritimes et châtaigniers, exploité en polyculture-élevage ;
- le Quercy Blanc (au sud) : calcaires lacustres blancs en plateaux peu fertiles alternent avec des vallées molassiques consacrées à la production des céréales-oléagineux, du melon, de la prune, du tabac ;
- la Vallée du Lot (au sud) : bordée par les cultures légumières et le vignoble en aval de Cahors ;  - Paysages du Lot :
  - Valprionde dans le sud-ouest.
  - Cajarc dans le sud.
  - Bélaye dans le sud-ouest.
  - Rocamadour dans le nord.

Paysages du Lot :
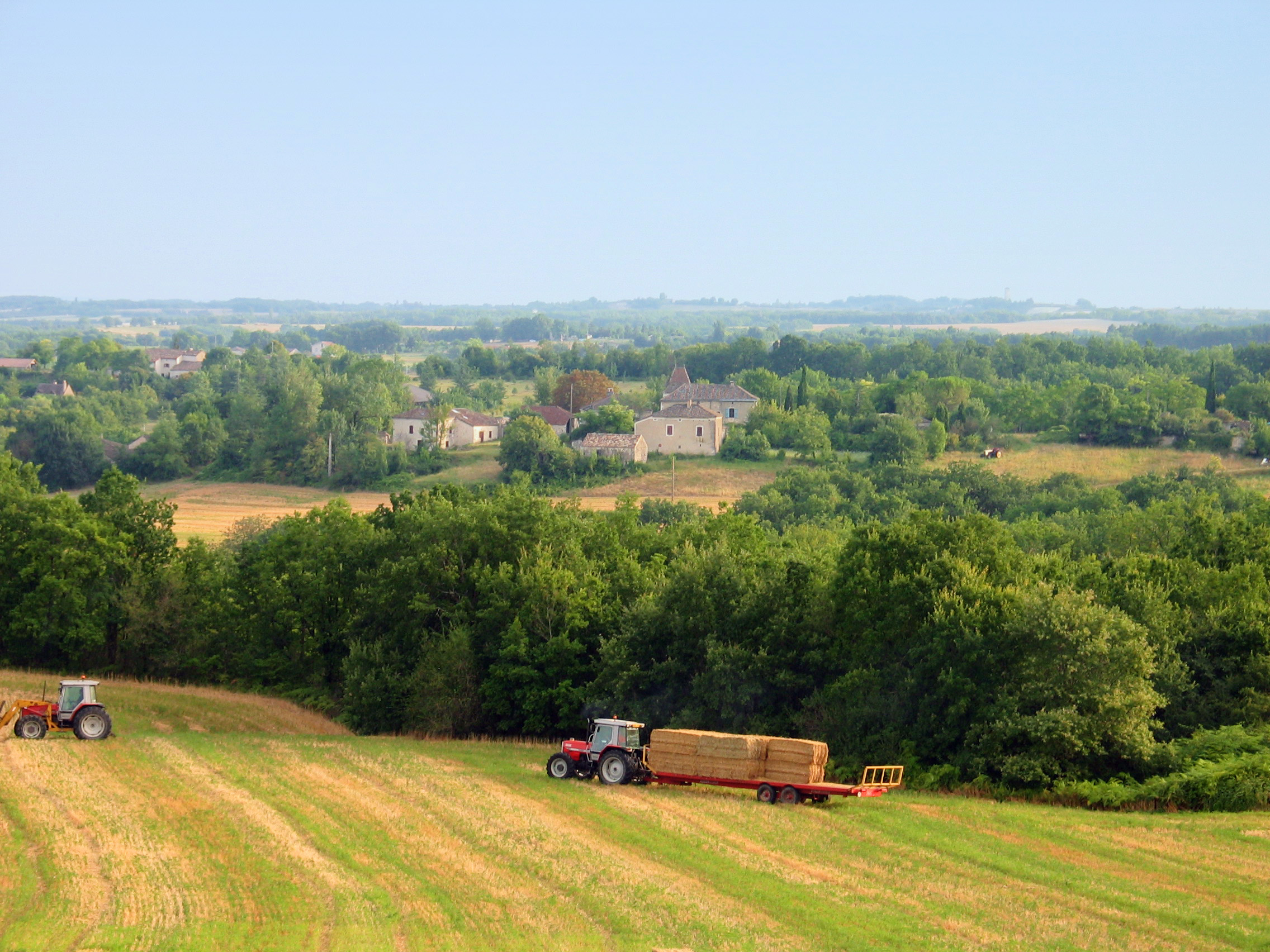
Valprionde dans le sud-ouest.
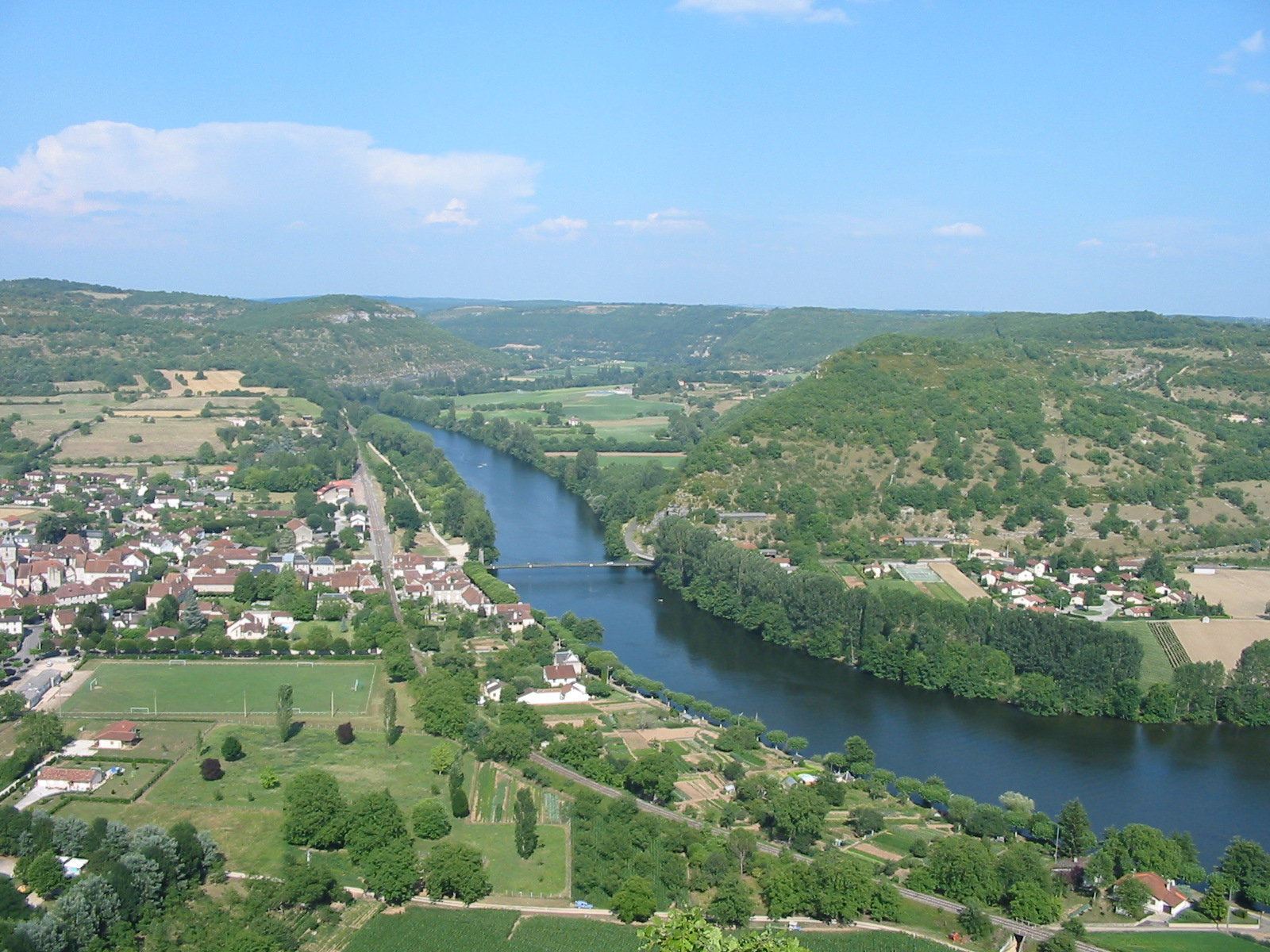
Cajarc dans le sud.
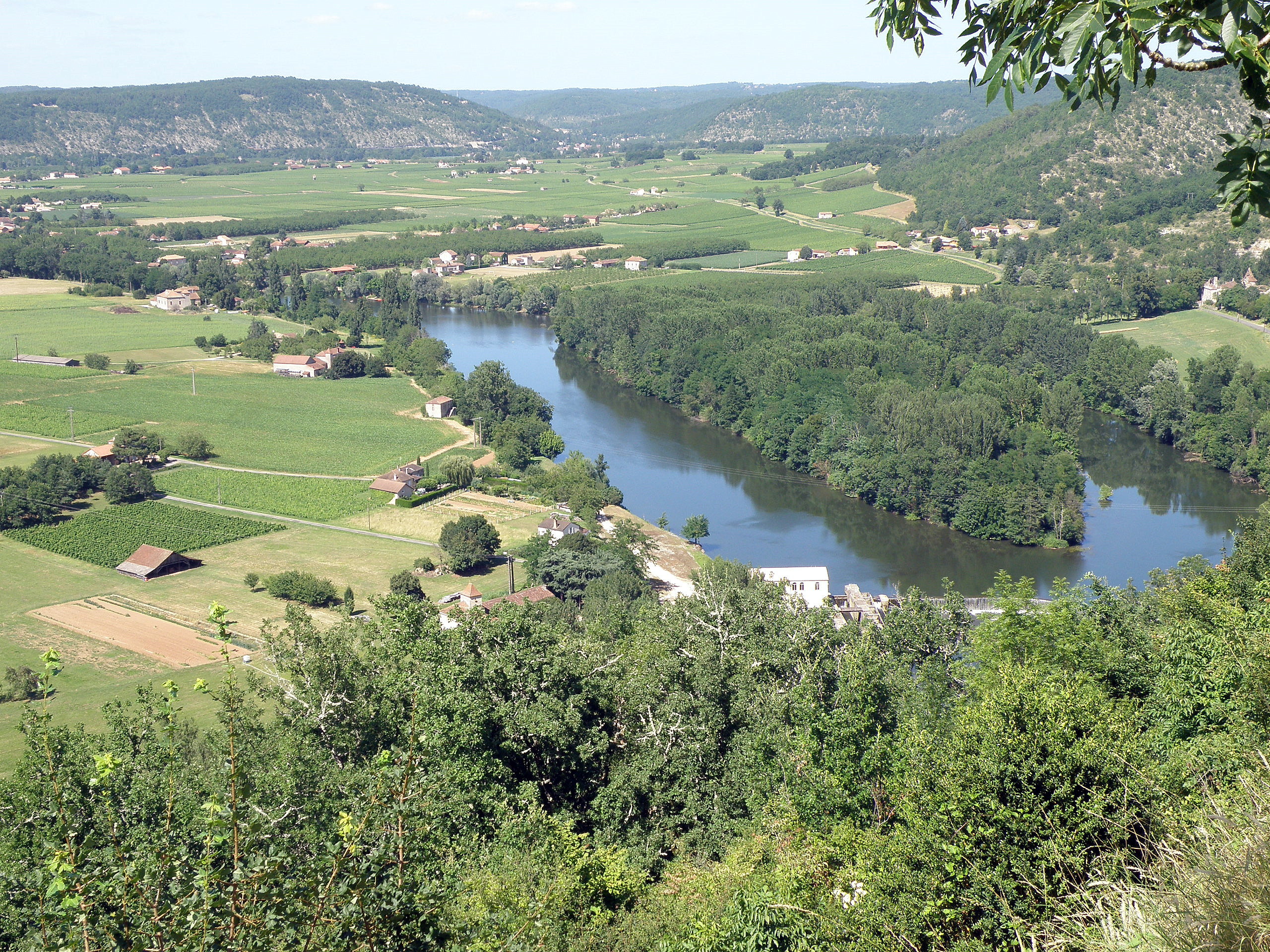
Bélaye dans le sud-ouest.
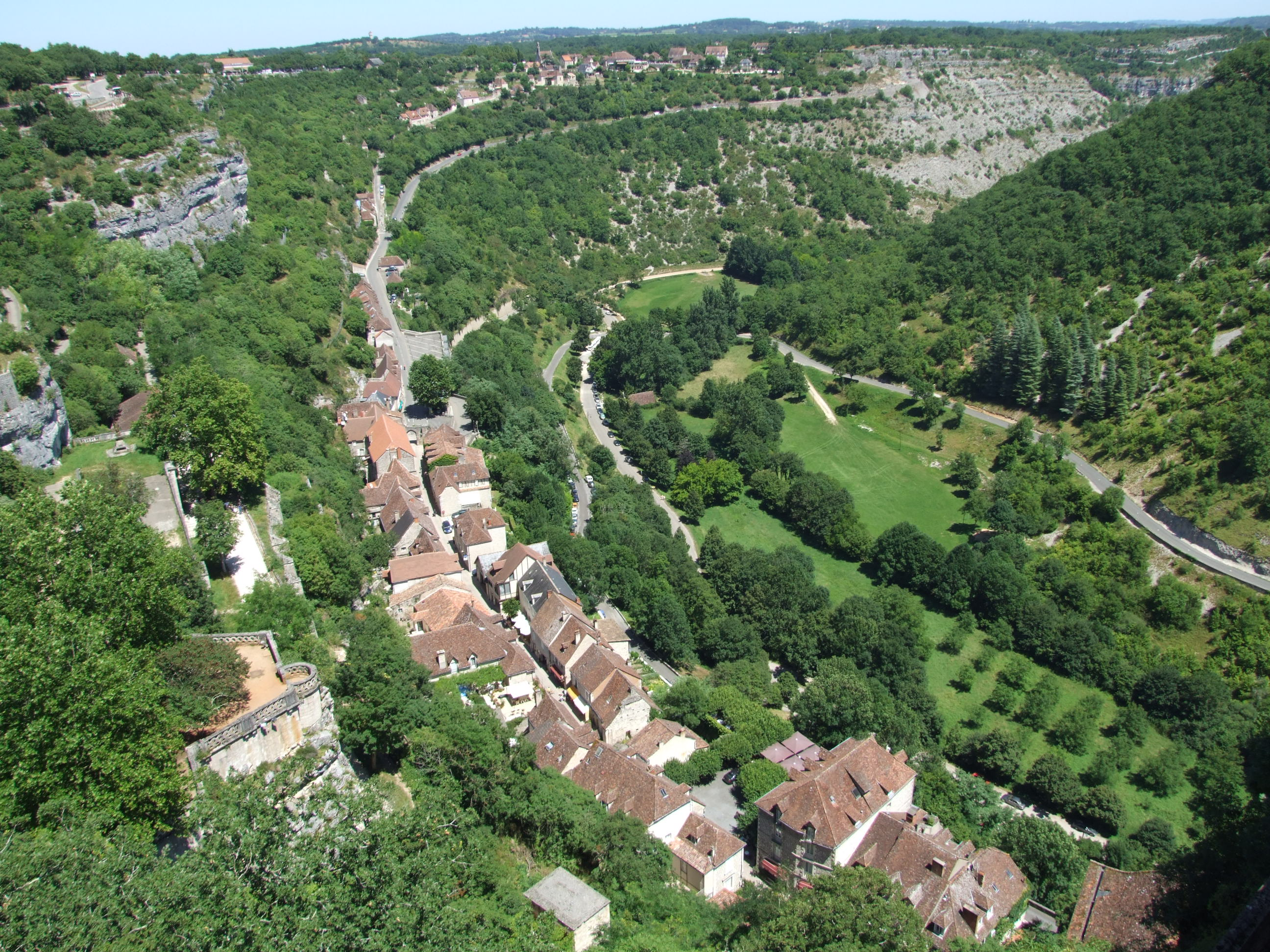
Rocamadour dans le nord.

- la Vallée de la Dordogne (au nord) : avec ses noyeraies et ses prairies.

### Climat
Le Quercy subit deux influences climatiques opposées. Le nord du département connaît un climat plutôt montagnard lié à la proximité du Massif central, le sud bénéficie d'un climat plutôt tempéré. Le Quercy Blanc supporte les influences directes du Bassin aquitain et de la vallée de la Garonne, tour à tour océaniques, continentales et méditerranéennes, selon les saisons.

## Transports
Les principaux axes de transport du département sont ceux reliant Paris à Toulouse par Cahors (autoroute A20 et ligne ferroviaire « POLT »).

## Démographie
En 2022, le département comptait 175 620 habitants, en évolution de +1,31 % par rapport à 2016 (France hors Mayotte : +2,11 %).
| 1791 | 1801    | 1806    | 1821    | 1826    | 1831    | 1836    | 1841    | 1846    |
| ---- | ------- | ------- | ------- | ------- | ------- | ------- | ------- | ------- |
| -    | 261 207 | 268 149 | 275 296 | 280 515 | 284 505 | 287 003 | 287 739 | 294 566 |

| 1851    | 1856    | 1861    | 1866    | 1872    | 1876    | 1881    | 1886    | 1891    |
| ------- | ------- | ------- | ------- | ------- | ------- | ------- | ------- | ------- |
| 296 224 | 293 733 | 295 542 | 288 919 | 281 404 | 276 512 | 280 269 | 271 514 | 253 939 |

| 1896    | 1901    | 1906    | 1911    | 1921    | 1926    | 1931    | 1936    | 1946    |
| ------- | ------- | ------- | ------- | ------- | ------- | ------- | ------- | ------- |
| 240 403 | 226 720 | 216 611 | 205 769 | 176 889 | 171 776 | 166 637 | 162 572 | 154 897 |

| 1954    | 1962    | 1968    | 1975    | 1982    | 1990    | 1999    | 2006    | 2011    |
| ------- | ------- | ------- | ------- | ------- | ------- | ------- | ------- | ------- |
| 147 754 | 149 929 | 151 198 | 150 778 | 154 533 | 155 816 | 160 197 | 169 531 | 174 754 |

| 2016    | 2021    | 2022    | - | - | - | - | - | - |
| ------- | ------- | ------- | - | - | - | - | - | - |
| 173 347 | 174 942 | 175 620 | - | - | - | - | - | - |

### Communes les plus peuplées
| Nom                     | Code Insee | Intercommunalité                      | Superficie (km2) | Population (dernière pop. légale) | Densité (hab./km2) | Modifier                                    |
| ----------------------- | ---------- | ------------------------------------- | ---------------- | --------------------------------- | ------------------ | ------------------------------------------- |
| Cahors                  | 46042      | CA Grand Cahors                       | 64,72            | 19 902 (2022)                     | 308                | modifier les données · modifier les données |
| Figeac                  | 46102      | CC Grand-Figeac                       | 35,16            | 9 757 (2022)                      | 278                | modifier les données · modifier les données |
| Gourdon                 | 46127      | CC Quercy-Bouriane                    | 45,56            | 4 080 (2022)                      | 90                 | modifier les données · modifier les données |
| Pradines                | 46224      | CA Grand Cahors                       | 16,49            | 3 600 (2022)                      | 218                | modifier les données · modifier les données |
| Gramat                  | 46128      | CC Causses et Vallée de la Dordogne   | 57,07            | 3 496 (2022)                      | 61                 | modifier les données · modifier les données |
| Saint-Céré              | 46251      | CC Causses et Vallée de la Dordogne   | 11,33            | 3 449 (2022)                      | 304                | modifier les données · modifier les données |
| Souillac                | 46309      | CC Causses et Vallée de la Dordogne   | 25,92            | 3 199 (2022)                      | 123                | modifier les données · modifier les données |
| Prayssac                | 46225      | CC de la Vallée du Lot et du Vignoble | 24,05            | 2 500 (2022)                      | 104                | modifier les données · modifier les données |
| Biars-sur-Cère          | 46029      | CC Causses et Vallée de la Dordogne   | 3,63             | 1 968 (2022)                      | 542                | modifier les données · modifier les données |
| Lalbenque               | 46148      | CC du Pays de Lalbenque-Limogne       | 52,24            | 1 878 (2022)                      | 36                 | modifier les données · modifier les données |
| Puy-l'Évêque            | 46231      | CC de la Vallée du Lot et du Vignoble | 26,38            | 1 870 (2022)                      | 71                 | modifier les données · modifier les données |
| Castelnau-Montratier    | 46063      | CC du Quercy Blanc                    | 84,76            | 1 827 (2022)                      | 22                 | modifier les données · modifier les données |
| Montcuq-en-Quercy-Blanc | 46201      | CC du Quercy Blanc                    | 78,23            | 1 812 (2022)                      | 23                 | modifier les données · modifier les données |
| Luzech                  | 46182      | CC de la Vallée du Lot et du Vignoble | 22,13            | 1 758 (2022)                      | 79                 | modifier les données · modifier les données |
| Martel                  | 46185      | CC Causses et Vallée de la Dordogne   | 35,28            | 1 639 (2022)                      | 46                 | modifier les données · modifier les données |

## Culture
Le département recense plusieurs structures culturelles, dont :
- Carrément Prod ;
- Pause Café Productions ;
- Ulysse Production (Figeac)
- Reptiland ;
- la Scène d’Anglars ;

des festivals : 
- Festival de Théâtre de Figeac ;
- Festival de St Céré ;
- Festival de Jazz Sim Copans de Souillac ;
- Festival Les Passagères à Beauregard ;
- Le CRAB à Belmontet qui organise les festivals "Un été au CRAB" et "La rue des enfants" ;
- Le festival Place aux Lutins ;
- Le festival Humour à Cahors ;
- Le festival des Inédits de Cahors ;
- Cahors Blues Festival ;
- Festival Ecaussystème.
- Festival de Rocamadour

et des compagnies de spectacle vivant professionnelles : 
- La Compagnie Ciment d'Or - Théâtre
- Les Cubiténistes - Théâtre de rue (Labathude);
- Les voix du Caméléon - Théâtre ;
- Avis de Pas Sage - Théâtre (Figeac);
- Parthénope - Théâtre ;
- M comme Virginie - Marionnettes (Cardaillac) ;
- Rouge à Rêves - Danse (St Céré) ;
- Cirque Dandsie - Théâtre de rue et improvisation ;
- Cie Vivre libre ou crevette - Théâtre ;
- Roberte Lamy - conte (Les Arques) ;
- Théâtre de l'Echapée Belle - Théâtre ;
- Artaem - Théâtre et marionnettes ;
- Cie Pipi dans l'herbe - Théâtre ;
- Cie Acétés - Théâtre (Cahors) ;
- Lot et Compagnies - Théâtre et musique (Montcuq).
- Ensemble la Sportelle (Rocamadour)

Depuis janvier 2023, l'ADDA du Lot a été réabsorbée par le département.

## Services publics

### Enseignement
Le département dispose de 23 collèges, deux lycées généraux et technologiques, six lycées professionnels et un lycée général. Il existe une petite offre d'enseignement supérieure répartie sur Cahors, Figeac et Souillac.

## Conseil départemental
| Période                                  | Période  | Identité           | Étiquette        | Qualité |
| ---------------------------------------- | -------- | ------------------ | ---------------- | ------- |
| 1945                                     | 1951     | Jean Rougier       | SFIO             |         |
| 1951                                     | 1971     | Gaston Monnerville | Rad.             |         |
| 1971                                     | 1994     | Maurice Faure      | MRG/PRG          |         |
| 1994                                     | 2004     | Jean Milhau        | PRG              |         |
| 2004                                     | 2014     | Gérard Miquel      | Parti socialiste |         |
| 2015                                     | En cours | Serge Rigal        | Divers Gauche    |         |
| Les données manquantes sont à compléter. |          |                    |                  |         |

## Chambre de commerce et d'industrie du Lot
Les différents bassins économiques du département sont représentés au travers de l'équipe des élus de la Chambre de commerce et d'industrie du Lot.
Présentes à Cahors et à Cambes (près de Figeac), les équipes techniques de la CCI développent toute une gamme de services qui accompagnent les entreprises (environ 7 000 entreprises inscrites au RCS de Cahors) tout au long de leur vie : création, reprise, développement, financement, formation, embauches, prévention des difficultés, marketing, export, législation, développement durable, transmission, etc.

## Tourisme

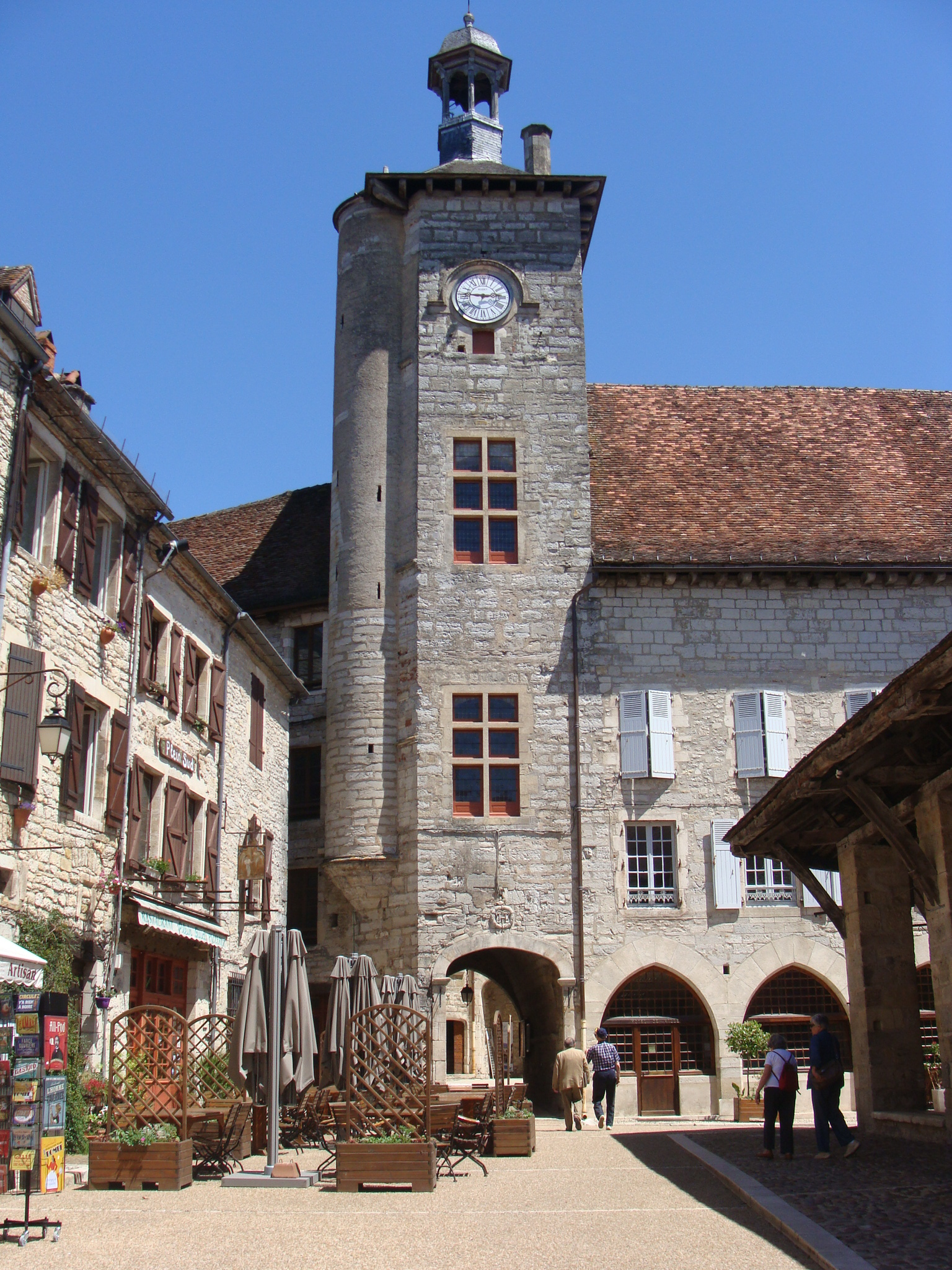
Le palais de la Raymondie à Martel.

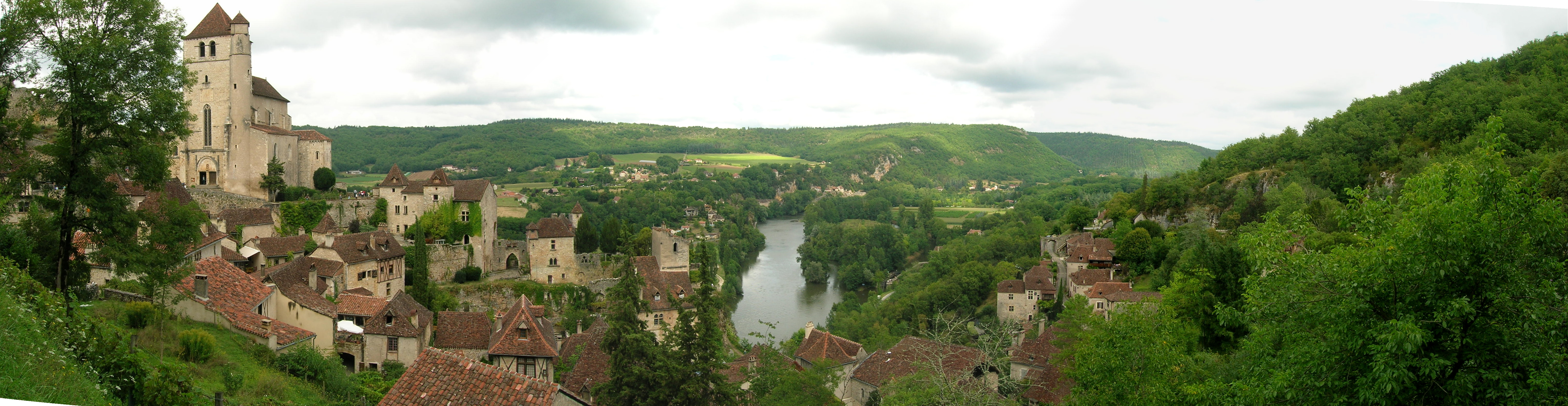
St Cirq-Lapopie.

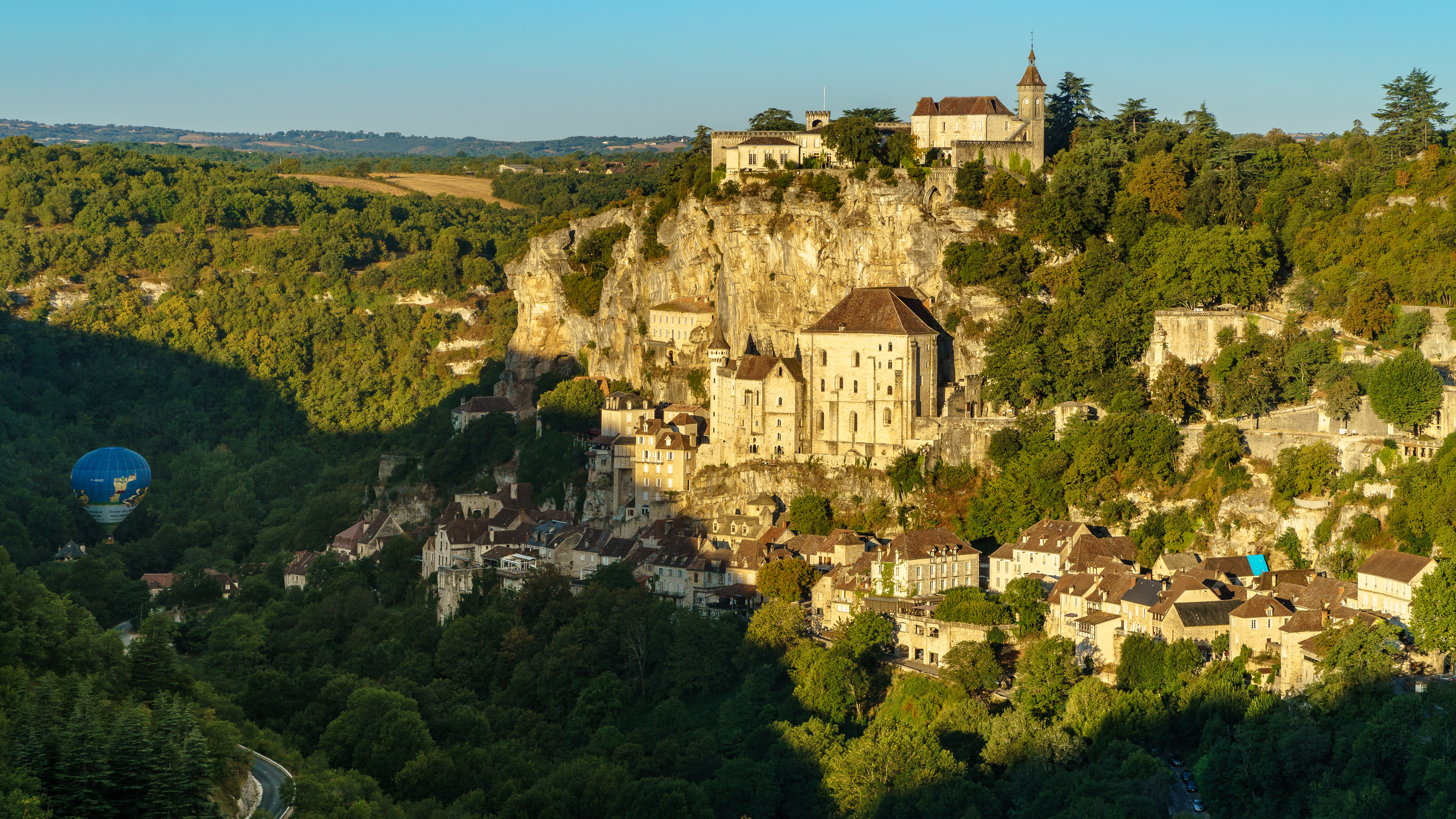
Rocamadour.

Le Lot est un département touristique. En 2010, 3 millions de visiteurs ont apporté 318 millions d'Euros. Les grottes et gouffres y sont nombreux, contenant souvent des peintures pariétales. On trouve par exemple la grotte du Pech Merle à Cabrerets et le gouffre de Padirac (482 831 entrées en 2017). 85 sites de plongée souterraine y sont répertoriés, ce qui dans ce domaine en fait le deuxième lieu au monde après le Yucatan (Mexique). Le département est riche en sites paléontologiques dont certains sont ouverts au public comme la plage aux ptérosaures et la phosphatière du Cloup d'Aural.
Le Sud-Ouest du département (la vallée du Lot) est l'une des régions viticoles les plus anciennes de France[réf. nécessaire]. Les vins de Cahors sont connus dans le monde entier[réf. nécessaire].
Autoire, Loubressac, Saint-Cirq-Lapopie, Capdenac-le-Haut, Cardaillac, Le petit bourg de Sousceyrac ainsi que Carennac ont été classés parmi les plus beaux villages de France[réf. nécessaire]. Rocamadour (un million de visiteurs) est le deuxième site le plus visité de province après le mont Saint-Michel, qui est le troisième site le plus visité de France après la Tour Eiffel et le château de Versailles.

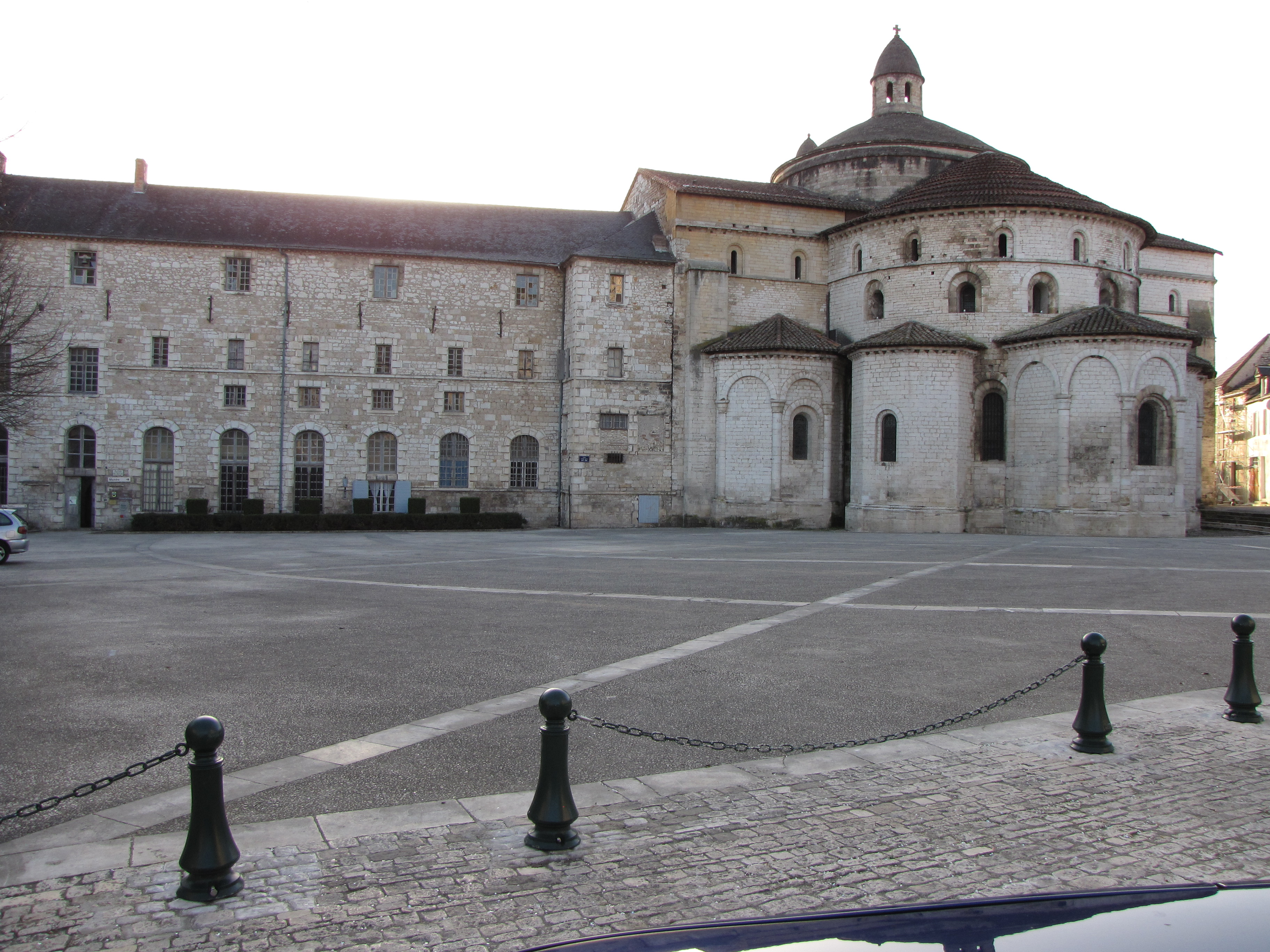
L'abbatiale Sainte-Marie de Souillac.

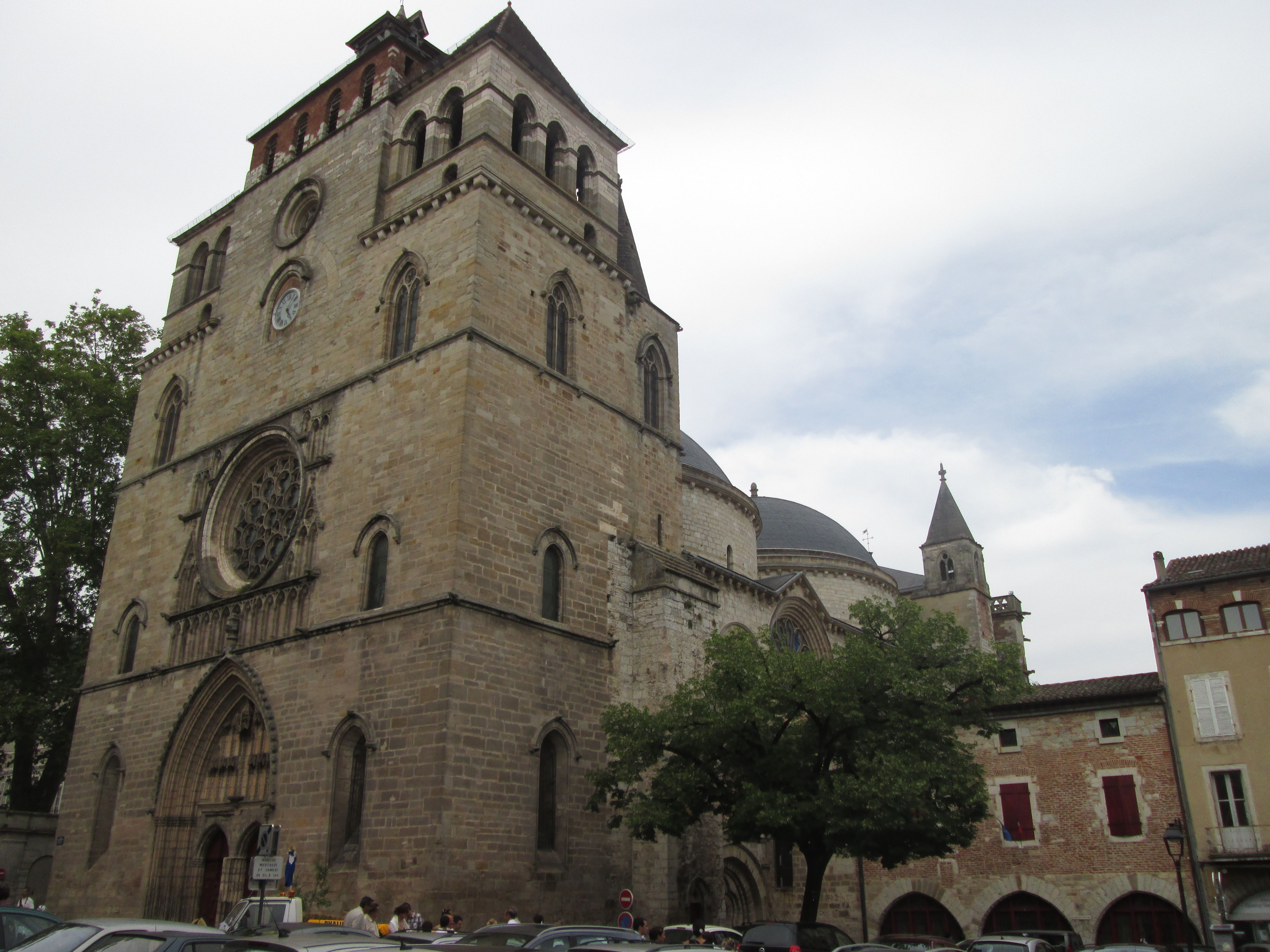
La cathédrale St-Étienne de Cahors.

Créé en 1999, le parc naturel régional des Causses du Quercy (175 717 hectares, 26 000 habitants) contribue à préserver le patrimoine local. La flore locale et la faune sauvage européenne sont présentées au parc animalier de Gramat. Avec son ciel nocturne relativement préservé de la pollution lumineuse, le triangle noir du Quercy est un lieu d'observation privilégié qui accueille depuis quelques années un tourisme astronomique croissant. 42 communes du Lot détiennent le label national Villes et Villages Etoilés, décerné par l'ANPCEN.
Figeac abrite le musée Champollion et une reproduction géante de la pierre de Rosette, décryptée par cet enfant du pays, l'un des fondateurs de l'égyptologie moderne et Souillac, le Musée de l’automate et de la robotique.
Des parcours cyclables nationaux et départementaux sont développés pour les touristes et les résidents, s'inscrivant notamment dans les véloroutes nationales V86 (La Vallée du Lot à vélo, Damazan - La Bastide-Puylaurent), V87 (Montluçon-Montech) et V91 (Cubzac-les-Ponts - Lacave).

### Les résidences secondaires
Selon le recensement général de la population du 1er janvier 2008, 19,4 % des logements disponibles dans le département étaient des résidences secondaires.
Ce tableau indique les principales communes du Lot dont les résidences secondaires et occasionnelles dépassent 10 % des logements totaux en 2008 :
| Commune      | Population SDC | Nombre de logements | Résidences secondaires | % résidences secondaires |
| ------------ | -------------- | ------------------- | ---------------------- | ------------------------ |
| Vers         | 413            | 446                 | 213                    | 47,76 %                  |
| Payrac       | 667            | 529                 | 207                    | 39,18 %                  |
| Cajarc       | 1 099          | 831                 | 226                    | 27,14 %                  |
| Salviac      | 1 217          | 854                 | 225                    | 26,35 %                  |
| Martel       | 1 579          | 1 085               | 276                    | 25,41 %                  |
| Puy-l'Évêque | 2 213          | 1 458               | 279                    | 19,11 %                  |
| Souillac     | 3 887          | 2 603               | 299                    | 11,47 %                  |
| Gourdon      | 4 603          | 2 780               | 299                    | 10,79 %                  |

Sources : Source INSEE, chiffres au 1er janvier 2008.

## Politique

### Budget
En 2023, le département disposait d'un budget de 282,9 millions d'euros dont le plus gros poste de dépenses est la catégorie "personnes âgées" avec 55,1 millions d'euros alloués.

### Autres
- Liste des députés du Lot
- Liste des sénateurs du Lot
- Liste des conseillers départementaux du Lot

## Administration
- Liste des communes du Lot
- Liste des anciennes communes du Lot

## Personnalités liées au département
- Nino Ferrer (chanteur), mort à Saint-Cyprien
- Clément Marot, (poète français), né à Cahors.
- Jean-François Champollion (égyptologue), né à Figeac
- Georges Pompidou (homme politique), ancien conseiller municipal de Cajarc
- Gaston Monnerville (homme politique), Sénateur du Lot, Président du Conseil général du Lot, conseiller générale en canton de Sousceyrac, maire de Saint-Céré.
- Léon Gambetta (homme politique), né à Cahors.
- Fabien Galthié (sportif), né à Cahors
- Joachim Murat (militaire), né à Labastide-Murat
- Margrethe II (reine de Danemark), possède un château depuis 1975, où elle passe ses vacances.